# 레드캐비지

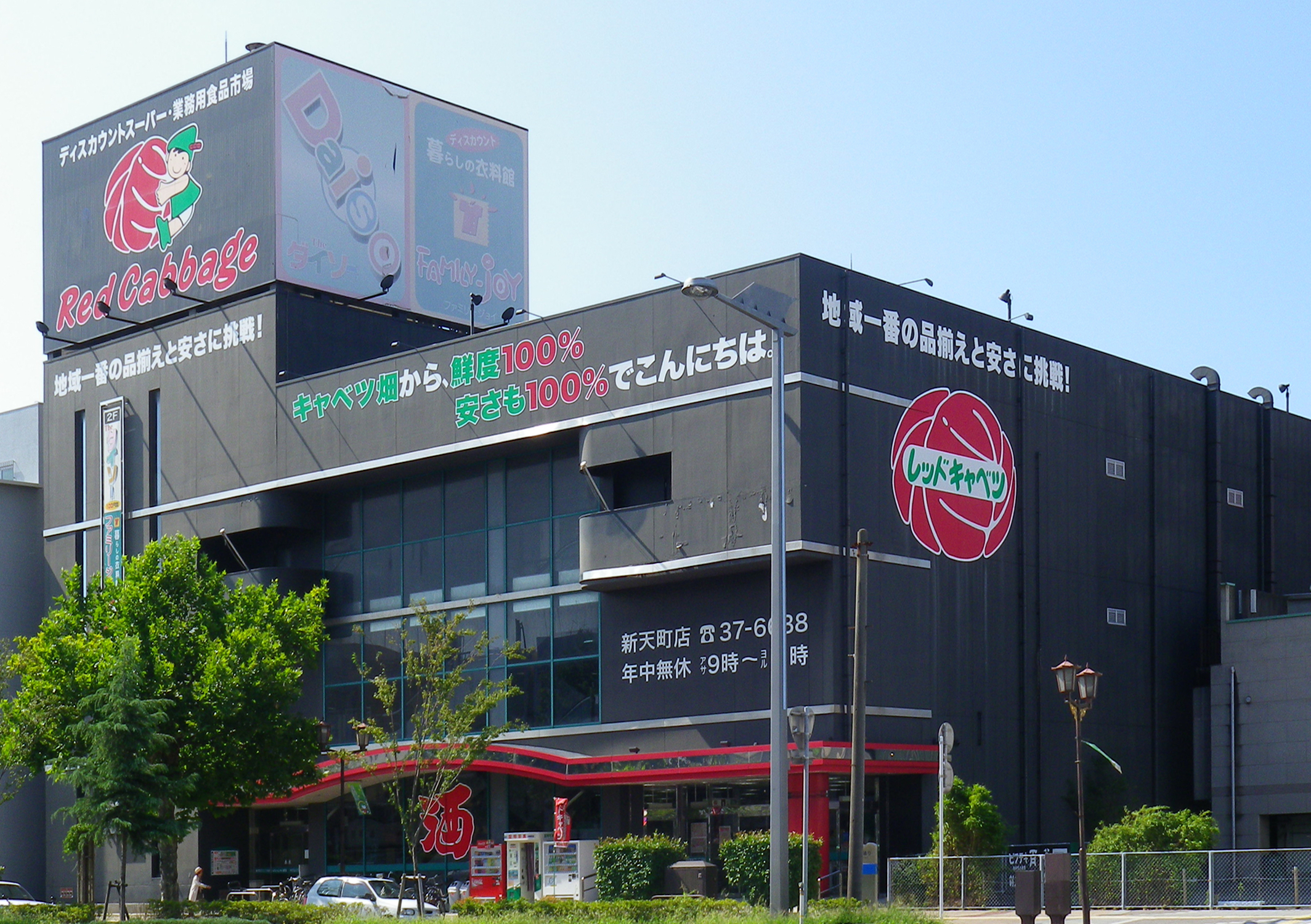
예전의 레드캐비지가 야마구치현을 거점으로 삼아서 운영하던 시절 우베신텐초점 전경.

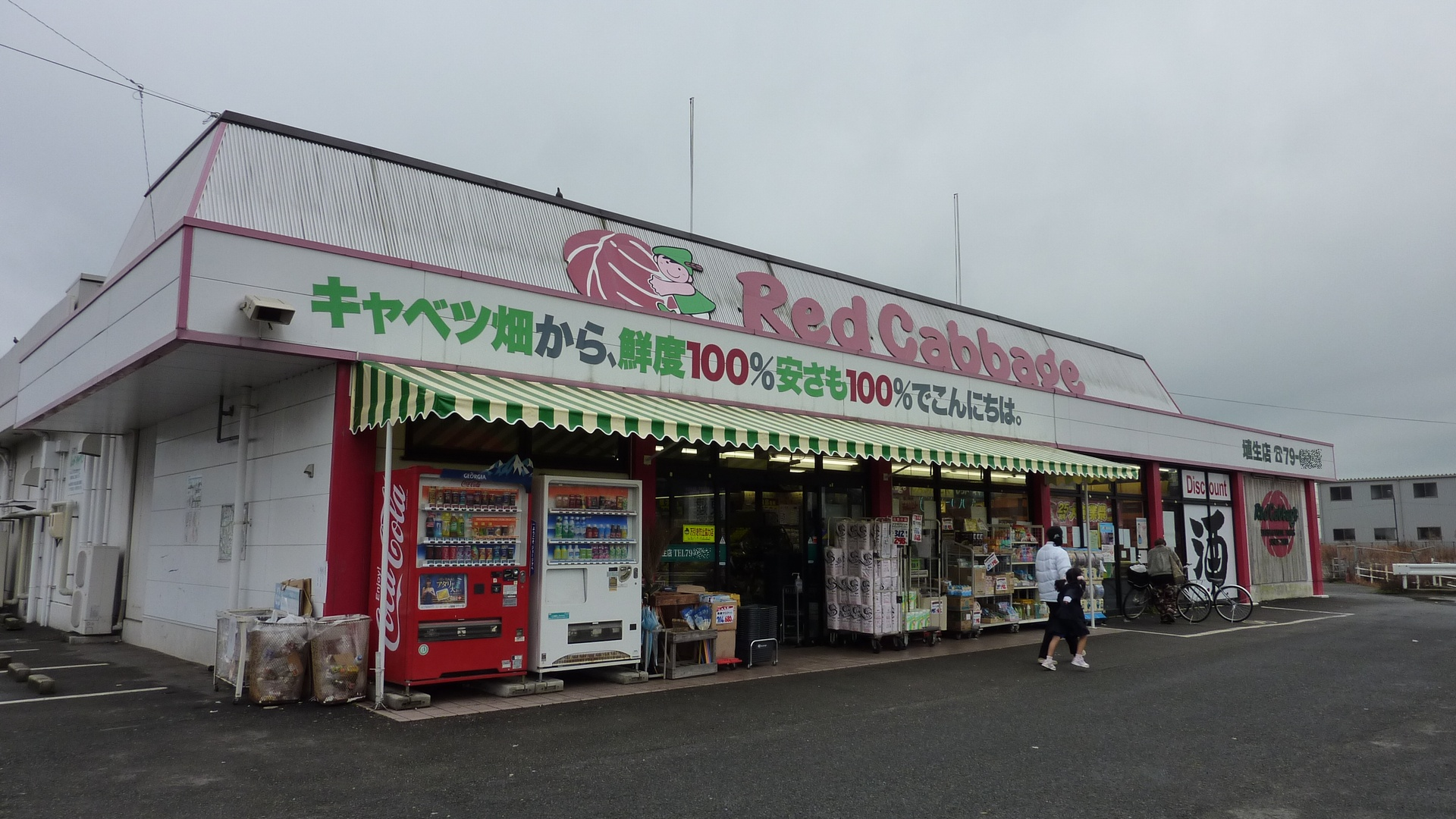
역시 마찬가지로 예전에 레드캐비지가 야마구치현에 거점으로 삼던 시절의 하부점 전경.

레드캐비지(일본어: レッドキャベツ, Red Cabbage)는 일본 규슈 지역을 거점으로 하는 슈퍼마켓을 전담하고 있는 체인 스토어이다. 이 업체는 1984년 8월에 후쿠오카현 후쿠오카시에서 창립하였으며, 같은 해 11월에는 야마구치현 시모노세키시에 첫 점포를 열었다. 현재는 규슈 권역으로만 운영되며, 이온 그룹이 86.7%의 지분을 가지고 있어, 편의점의 일종이기도 하는 미니스톱을 직속으로 운영하고 있는 이온 그룹이 실질적인 최대 주주이다. 그리고 한국인 관광객들이 급증하고 있는 쓰시마섬에는 2006년 10월 이즈하라정에 문을 열었으며 열었던 곳은 티아라몰에 위치하고 있다.
그러나 총 자본금은 2015년 3월을 기준으로 60,140만엔(한국돈으로 약 60억 1400만원 규모)으로 이루어져 있고, 총 종업원 수는 정규 사원이 420명을, 파트가 1,280명을 각각 보유하고 있으며, 실제 누적 판매액(매상고)은 320억엔(약 3,200억원) 규모로 이루어져는 것으로 전하고 있다.
본래부터 이 업체는 생선을 전문적으로 하는 할인점에서 시작되었으며, 그동안 마루신이 레드캐비지의 경영권을 가졌다가 2000년 2월, 돌연 파산되자 레드캐비지의 경영권을 인수하려고 물색하다가, 일본의 유수 생활용품 전문 유통 판매 업체인 유니드(현 다이에)의 계열로 넘어가면서 운영자가 바뀐 적이 있다. 그리고 이 업체는 본래 야마구치현에서 최초로 세웠던 것으로 보인다.
어원으로는 빨간색 양배추를 의미하며, 이와 같이 적양배추를 영어로 의미하게 된다. 또한 이 업체의 사장은 요시마타 료(岩下良)이다.

## 같이 보기
- 마루신 (관련 문서 보기) - 2000년 2월 파산한 레드캐비지의 모회사.
- 다이에
- 유니드
- 이온 그룹